# 下坂町 (名古屋市)
下坂町（しもさかちょう）は、愛知県名古屋市瑞穂区の地名。現行行政地名は下坂町1丁目から下坂町4丁目。住居表示未実施地域。

## 地理
名古屋市瑞穂区西部に位置する。東は白竜町、西は堀田通、南は柳ヶ枝町、北は田光町に接する。

## 歴史

### 地名の由来
瑞穂町の旧字下坂に由来する。字名は、大喜に所在した「館」から見て坂の下に位置したことによるという。

### 沿革
- 1945年（昭和20年）9月26日 - 瑞穂区瑞穂町字カシ揚・上坂・土坂・下坂・柚ノ木・城ノ腰の各一部により、同区下坂町1〜4丁目として成立[1]。
- 1963年（昭和38年） - 堀田中道商店街振興組合の成立により、商業地域としての発展を果たす[9]。
- 1970年（昭和45年）10月21日 - 一部が堀田通に編入される[10]。

## 世帯数と人口
2019年（平成31年）3月1日現在の世帯数と人口は以下の通りである。
| 町丁   | 世帯数  | 人口    |
| ------ | ------- | ------- |
| 下坂町 | 658世帯 | 1,232人 |

### 人口の変遷
国勢調査による人口の推移
| 1950年（昭和25年） | 2,095人 | [ 11 ] |  |
| 1955年（昭和30年） | 2,544人 | [ 11 ] |  |
| 1960年（昭和35年） | 2,698人 | [ 12 ] |  |
| 1965年（昭和40年） | 2,427人 | [ 12 ] |  |
| 1970年（昭和45年） | 2,331人 | [ 13 ] |  |
| 1975年（昭和50年） | 2,108人 | [ 13 ] |  |
| 1980年（昭和55年） | 1,738人 | [ 14 ] |  |
| 1985年（昭和60年） | 1,688人 | [ 14 ] |  |
| 1990年（平成2年）  | 1,522人 | [ 15 ] |  |
| 1995年（平成7年）  | 1,357人 | [ 16 ] |  |
| 2000年（平成12年） | 1,325人 | [ 17 ] |  |
| 2005年（平成17年） | 1,280人 | [ 18 ] |  |
| 2010年（平成22年） | 1,305人 | [ 19 ] |  |

## 学区
市立小・中学校に通う場合、学校等は以下の通りとなる。また、公立高等学校に通う場合の学区は以下の通りとなる。
| 丁目        | 小学校                                                           | 中学校                                      | 高等学校 |
| ----------- | ---------------------------------------------------------------- | ------------------------------------------- | -------- |
| 下坂町1丁目 | 名古屋市立堀田小学校                                             | 名古屋市立田光中学校                        | 尾張学区 |
| 下坂町2丁目 | 名古屋市立堀田小学校                                             | 名古屋市立田光中学校                        | 尾張学区 |
| 下坂町3丁目 | 名古屋市立堀田小学校 名古屋市立瑞穂小学校 名古屋市立井戸田小学校 | 名古屋市立田光中学校 名古屋市立津賀田中学校 | 尾張学区 |
| 下坂町4丁目 | 名古屋市立堀田小学校 名古屋市立瑞穂小学校 名古屋市立井戸田小学校 | 名古屋市立田光中学校 名古屋市立津賀田中学校 | 尾張学区 |

## 施設
- 名古屋下坂郵便局[7]北緯35度7分19.9秒 東経136度55分25秒 / 北緯35.122194度 東経136.92361度
- 堀田総合文化センター[7]
- 真宗大谷派法恩寺[7]北緯35度7分21.7秒 東経136度55分20.5秒 / 北緯35.122694度 東経136.922361度
- 下坂商店街[7]
- 堀田中道商店街[7]
- 天理教長光愛分教会[8]

## その他

### 日本郵便
- 郵便番号 : 467-0827[4]（集配局：瑞穂郵便局[22]）。